# 温讷特
温讷特（德語：Winnert）是德国石勒苏益格－荷尔斯泰因州的一个市镇。总面积18.88平方公里，总人口752人，其中男性369人，女性383人（2011年12月31日），人口密度40人/平方公里。